# Centro de Investigación en Salud de Manhiça
El Centro de Investigación en Salud de Manhiça, CISM, creado en 1996, es el primer centro de investigación biomédica mozambiqueño, creado para combatir las enfermedades que son causa y consecuencia de la pobreza desde una perspectiva innovadora. El CISM es uno de los pocos centros de investigación situados en un área rural de África, en contacto directo con los problemas de salud que afectan a su población, donde trabajan unas 260 personas, la mayoría locales, entre investigadores y médicos, gestión, administración, brigadas de recogidas de datos, logística…
La actividad investigadora del centro se orienta principalmente a estudiar, desde un enfoque multidisciplinar, la malaria, el SIDA, la tuberculosis, las neumonías y las enfermedades diarreicas. La actividad del CISM se desarrolla en torno a cuatro ejes: 
- investigación biomédica
- formación de investigadores y personal sanitario
- colaboración con otros centros
- asistencia médica a la población.

Además, el CISM presta asistencia sanitaria a la comunidad, que se beneficia de la presencia de personal sanitario investigador y de los avances de las investigaciones que se desarrollan en el centro. El CISM también contribuye a fortalecer el capital humano del país, especialmente deficitario en el ámbito de la investigación; para ello desarrolla programas de formación específicos dirigidos a investigadores mozambiqueños, que pueden promover y garantizar el esfuerzo continuado en la lucha contra las enfermedades que generan pobreza en su propio país.
En 2008, el centro creó, además, la Fundación Manhiça a iniciativa de los gobiernos de España y Mozambique, con un consejo al que pertenece Graça Machel, esposa de Mandela. La preside Pascual Mucumbi, ex primer ministro del país entre 1994 y 2004. Gracias a esta fundación están trabajando en la creación de la vacuna contra la malaria.
La Fundación Príncipe de Asturias entregó en 2008 el premio de Cooperación Internacional a cuatro centros africanos de investigación en malaria, entre los que se encuentra el Centro de Investigação em Saúde de Manhiça (CISM), codirigido por el Dr. Pedro L. Alonso y la Dra. Clara Menéndez. Con este galardón se reconoció la contribución de estos centros al desarrollo de los países africanos, a través de tres ejes fundamentales: 
- la investigación biomédica de enfermedades como la malaria
- la asistencia técnica y sanitaria
- la formación.

Los otros centros premiados son el Ifakara Health Research and Development Centre (Tanzania), el Malaria Research and Training Center (Mali), y el Kintampo Health Research Centre (Ghana), con los que el CISM mantiene una estrecha colaboración.